# Jetpac
A Jetpac videójátékot 1983-ban a Rare (akkoriban Ashby de la Zouch) készítette ZX Spectrumra. A játékban egy rakétahajtású hátizsákkal (jetpackkel) felszerelt űrhajóssal kellett először összerakni a szétesett űrhajót, majd feltölteni üzemanyaggal. A játék lényege (mint akkoriban szinte mindegyiké), hogy minél több pontot gyűjtsünk. Ez a program mérföldkőnek számított technika és játékmenet szempontjából is.
A játéknak sok átirata készült, hiszen az alapötlet oly zseniális és egyszerű, hogy jó kezdő munka az amatőr játékfejlesztők számára is.
Vannak újrakiadások is:
- 1999-ben, a Donkey Kong 64 című platform játékban ismét játszhatóvá vált, mint megnyitható bónusz játékmód (bár a továbbjutáshoz is szükség volt rá).
- 2007-ben jelent meg a játék átalakított, a kor követelményeinek megfelelő változata Xbox 360-ra, több mint 100 új pályával, az Xbox Live Arcade program keretein belül, Jetpac Refuelled címen. A 22 MB-os fájl az új verzió mellett tartalmazza az eredeti 1983-as változatot is. Az ára világszerte 400 Microsoft-pont.